# 780年代
| 千纪： | 1千纪                                                                                  |
| 世纪： | 7世纪 \| 8世纪 \| 9世纪                                                                |
| 年代： | 750年代 \| 760年代 \| 770年代 \| 780年代 \| 790年代 \| 800年代 \| 810年代              |
| 年份： | 780年 \| 781年 \| 782年 \| 783年 \| 784年 \| 785年 \| 786年 \| 787年 \| 788年 \| 789年 |

## 大事记
- 查理大帝扩张领土。
- 780年，門下侍郎同平章事楊炎，誣左僕射劉晏謀反，縊劉晏死。
- 781年，門下侍郎同平章事盧杞，誣楊炎謀反，縊楊炎死。成德節度使李惟岳、平盧節度使李納、魏博節度使田悅聯兵叛唐。淮西節度使李希烈擊敗山南東道節度使梁崇義。
- 782年，成德兵馬使王武俊殺李惟岳，自任節度使。盧龍節度使朱滔叛唐。於是河北四鎮全叛，四鎮遂稱王：王武俊趙王，朱滔冀王，田悅魏王，李納齊王。
- 783年，涇原兵变，唐德宗奔奉天。太尉朱泚為帝，國號秦。
- 784年，秦帝朱泚改國號為漢。河北三鎮皆去王號。李希烈於許州稱帝，國號楚。漢帝朱泚被殺。唐德宗李适返長安。日本「奈良時代」終。自奈良遷都長岡。
- 786年，楚帝李希烈被殺。黑衣大食哈里發哈伦·拉希德即位。
- 787年，吐蕃平凉劫盟。
- 788年，唐德宗用中書侍郎同平章事李泌謀，與回紇和親，以弱吐蕃。將咸安公主嫁回紇天親可汗。回紇改稱回鶻。